# 佩里戈尔地区锡奥拉克—卡祖莱斯铁路
佩里戈尔地区锡奥拉克－卡祖莱斯铁路（法語：Ligne de Siorac-en-Périgord à Cazoulès）是法国本土的一条铁路，起点为位于佩里戈尔地区锡奥拉克，与尼韦尔萨克－阿让铁路相接；终点为卡祖莱斯站，与奥尔良－蒙托邦铁路相连，全长48.5公里。该铁路建于1884年，尚未电气化，萨拉拉卡内达与卡祖莱斯之间的路段已关闭。该铁路在法国铁路系统中的编号为628000。

## 历史
佩里戈尔地区锡奥拉克－卡祖莱斯铁路修建计划于1874年被提出，由巴黎-奥尔良铁路公司负责修建和运营，于1884年全线建成通车。1938年起由法国国家铁路公司管理。1980年，该铁路萨拉拉卡内达与卡祖莱斯之间的路段关闭。

## 路线
佩里戈尔地区锡奥拉克－卡祖莱斯铁路由佩里戈尔地区锡奥拉克站向东南引出，沿多尔多涅河逆行，到达河流右岸的萨拉站，再继续向东，最终到达卡祖莱斯。

## 车站列表
| 佩里戈尔地区锡奥拉克－卡祖莱斯铁路车站列表 |         |                                                                                     |                          |                    |
| 车站** | 公里数* | 交汇路线**                                                                          | 本线停靠车种             | 可换乘交通         |
| Siorac-en-Périgord 佩里戈尔地区锡奥拉克站 | 564.439 | 631000 尼韦尔萨克－阿让铁路（佩里格方向）↑ 631000 尼韦尔萨克－阿让铁路（阿让方向）↙ | TERNouvelle Aquitaine    | 多尔多涅省城际客运 |
| Saint-Cyprien 圣西普里安站 | 571.740 |                                                                                     | TERNouvelle Aquitaine    |                    |
| Vézac - Beynac 韦扎克-贝纳克站 | 582.443 |                                                                                     |                          |                    |
| Sarlat 萨拉站 | 590.137 |                                                                                     | TERNouvelle Aquitaine    | 多尔多涅省城际客运 |
| Carsac 卡尔萨克站 | 597.359 |                                                                                     |                          |                    |
| Carlux 卡尔吕站 | 606.700 |                                                                                     |                          |                    |
| Cazoulès 卡祖莱斯站 | 613.422 | 590000 莱索布赖－蒙托邦铁路（蒙托邦方向）↖                                          |                          |                    |
| Souillac 苏亚克站 | ***     | 590000 莱索布赖－蒙托邦铁路（奥尔良方向）↓                                          | Intercités TER Occitanie |                    |
| *注：零公里起点为巴黎奥斯特里茨站，经奥尔良－蒙托邦铁路、利摩日－佩里格铁路和尼韦尔萨克－阿让铁路延伸； **注：划线车站为已关闭车站，部分完全废弃的车站不在此表中显示；灰色部分表示其所在线路已关闭 ***注：非正线车站 |         |                                                                                     |                          |                    |